# Dicranomyia insolabilis
Dicranomyia insolabilis är en tvåvingeart som först beskrevs av Alexander 1946.  Dicranomyia insolabilis ingår i släktet Dicranomyia och familjen småharkrankar. Inga underarter finns listade i Catalogue of Life.